# 지족초등학교 난령분교
지족초등학교 난령분교는 대한민국 경상남도 남해군 삼동면 삼이로394번길 17 (영지리)에 있었던 공립 초등학교이다.

## 학교 연혁
- 1937년 4월 16일 영지공립보통학교(4년제) 개교(설립인가 3월 31일)(2학급)
- 1938년 4월 1일 영지공립심상소학교로 개칭
- 1941년 4월 1일 난령공립국민학교로 개칭
- 1981년 3월 30일 병설유치원 설립인가
- 1996년 3월 1일 난령초등학교로 개칭
- 1999년 3월 1일 지족초등학교 난령분교로 편입
- 2006년 3월 1일 지족초등학교로 통폐합